# Rhipidomys venustus
Rhipidomys venustus är en däggdjursart som beskrevs av Thomas 1900. Rhipidomys venustus ingår i släktet sydamerikanska klätterråttor och familjen hamsterartade gnagare. IUCN kategoriserar arten globalt som livskraftig. Inga underarter finns listade i Catalogue of Life.
Arten förekommer med två populationer i norra Venezuela. Den lever i bergstrakter mellan 1200 och 2280 meter över havet. Habitatet utgörs av bergsskogar. Individerna är aktiva på natten och klättrar i träd.